# 테리 스키버튼
테런스 "테리" 존 스키버튼(Terence "Terry" John Skiverton, 1975년 6월 20일, 런던 마일 엔드 ~ )은 11년간 요빌에서 382경기에 출장한 전 축구 선수다. 첼시 FC에서 선수생활을 시작했지만 위컴 원더러스로 이적하기 전에는 1군 팀 출장 경험이 없었고, 위컴에서 2년을 지낸 후 웰링 유나이티드로 이적하면서 풋볼 리그 밖에서 플레이하게 된다. 그리고 1999년 현재의 요빌으로 이적하게 되는데, 주장 완장을 차고 요빌 타운을 사상 처음으로 풋볼 리그로 승격시키는데 공헌한다. 요빌이 컨퍼런스 리그에 있을 때 스키버튼은 종종 잉글랜드 세미프로 대표팀에 불려갔으며, 총 4번의 출장을 기록했다. 2010년, 스키버튼은 요빌 타운에서 선수로서의 은퇴를 선언했다. 현재는 AFC 윔블던의 수석 코치로 활동하고 있다.

## 선수로서의 경력
스키버튼은 첼시에서 연습생으로 프로 생활을 시작하나, 첼시에서 1군팀 출장은 이루지 못하고 1995년 위컴 원더러스로 임대를 간 후 1996년 위컴으로 완전이적하게 된다. 그리고나서 1년 후, 풋볼리그 아래의 웰링 유나이티드로 이적하게 된다. 1995년에 노르웨이 클럽인 상데표르드 볼클루브에서 임대 생활을 하기도 했다.
1999년에 웰링을 떠나 요빌에 입단하고 곧 팀의 주축이 된다. 컨퍼런스 리그에서 리그 1으로 승격할 때까지 계속 주전 중앙 수비수로 활약한다.
웰링에 있을 때와 요빌이 프로 팀이 되기 전에, 스키버튼은 하체스터 FC의 스탭으로 드라마 드림 팀에 출연했다.
요빌 타운이 점점 지역적으로 유명 클럽이 되어감에따라, 스키버튼도 요빌에서 빠질 수 없는 존재가 되어 선수 겸 감독으로 취임하기 전 요빌에서만 300경기에 출장했다. 328경기에 나와 38골을 기록하여 2차 대전 후 10번째로 많은 출장을 기록한 선수가 되고 난 후, 2010년 5월 9일 스키버튼은 은퇴를 선언했다.

## 감독으로서의 경력
2009년 2월 18일 스키버튼은 요빌 타운이 러셀 슬레이드와 결별한 뒤 선수 겸 감독으로 취임했다. 좋은 홈 경기 성적을 바탕으로 요빌이 리그 1에 잔류하는데 도움을 준 것이 인정되어 재계약을 맺게 되었다.
2011년 1월 스키버튼은 이 달의 감독상 후보에 올랐지만 로치데일의 감독인 키스 힐이 수상자로 선정되었다.
2011년 2월 26일, 트란미어 로버스 원정에서 감독으로서 100번째 경기를 1-0으로 이겼다. 이 경기 전 인터뷰에서 스키버튼은 "난 이 자리에 '적절한' 감독입니다!"라고 말했다.

## 감독 기록
| 클럽      | 국가     | 시작            | 끝   | 기록 | 기록 | 기록 | 기록 | 기록  |
| 클럽      | 국가     | 시작            | 끝   | G    | W    | D    | L    | 승률  |
| --------- | -------- | --------------- | ---- | ---- | ---- | ---- | ---- | ----- |
| 요빌 타운 | 잉글랜드 | 2009년 2월 18일 | 현재 | 115  | 33   | 31   | 51   | 28.70 |